# Guerre chimú-inca
La guerre chimú-inca oppose aux environs de 1470 les Incas aux Chimús. Ces deux puissants peuples règnent dans les Andes vers le début du XVe siècle. En effet, aux environs de 1100, avec l’effondrement des empires Tiwanaku et Wari, naissent de nouvelles puissances régionales, dont les royaumes de Chanchan et de Cuzco.
Aux environs de 1440, les Chimús, qui s’étendaient auparavant vers le sud, atteignant selon certaines sources Lima, déplacent leurs intérêts vers l’est sous le règne de Minchansaman,. Dans le même temps, les Incas, sous le commandement efficace de Pachacútec, étendent leur seigneurie sur les hauts plateaux. L’historien français Henri Favre estime qu’« en se déplaçant vers l’Est, l’impérialisme chimú était condamné à se heurter à l’impérialisme inca ».

## Antécédents

L’empire Chimú sous Minchansaman

Au XIIIe siècle, les Chimús s’étendent sur la côte septentrionale et méridionale du Pérou. Cette expansion perdure jusqu’avant la chute de l’Empire, leur dernière conquête étant le fleuve Chillon proche de Lima. Leur empire dépend de l’irrigation faite grâce aux fleuves des hauts plateaux. Sans cette irrigation la côte péruvienne serait trop aride et désertique pour l’établissement d’un empire. Les Chimús sont par ailleurs connus pour leurs arts et leurs sciences. L’ethno-historienne María Rostworowski appelle Chanchan le « centre le plus raffiné de l’Amérique du Sud précolombienne ».
Avant l’année 1470, les Incas conquièrent l’Altiplano dans le sud, Cajamarca dans le nord et les seigneuries de Chincha, d’Yshma et de Collique sur la côte méridionale et centrale péruvienne. Il ne manque que la côte septentrionale gouvernée par le puissant monarque Chimú Minchansaman. Ainsi le conflit entre les deux empires est inévitable. C’est l’invasion de la seigneurie de Guzmango, régnant sur Cajamarca, et ancien allié des Chimús, qui déclenche finalement la guerre.
Malgré le soutien de l’empereur Chimú à son allié, le seigneur de Guzmango, appelé Concacax par la tradition locale, les Incas parviennent à vaincre les Guzmangos lors d’une embuscade. À la suite de cette guerre, les Incas établissent une garnison à Cajamarca. Ce conflit met les Incas dans une situation extrêmement délicate, puisque, en établissant une garnison inca à Cajamarca, qui est séparée de mille kilomètres de Cuzco, ils se placent dans la visée directe de l’Empire chimú. Ce dernier, sous le gouvernement de Minchansaman, est en train d’étendre sa domination sur les hauts plateaux.

## Déroulement
Pachacútec envoie son Auqui (prince héritier) Tupac Yupanqui conquérir et consolider de nouvelles terres, accompagné des généraux Tilca Yupanqui, Auqui Yupanqui et Tupac Capac.
Les chroniqueurs espagnols de l’époque coloniale sont en désaccord sur le lieu de la guerre. Certains, comme Pedro Sarmiento de Gamboa, considèrent que la guerre a lieu principalement sur les hauts plateaux. D’autres, comme Inca Garcilaso de la Vega, croient qu’elle a lieu sur la côte péruvienne. Il existe aujourd’hui un relatif consensus en faveur de la première version, indiquant que les Incas, habitués au climat des hauts plateaux, n’ont pu supporter les déserts de la côte,.
Une fois arrivé à la garnison de Cajamarca, qui résiste aux assauts Chimú, Tupac Yupanqui envoie deux expéditions. L’une, dirigée personnellement par le prince, part en direction de l’Empire chimú, et l’autre vers les Chachapoyas.

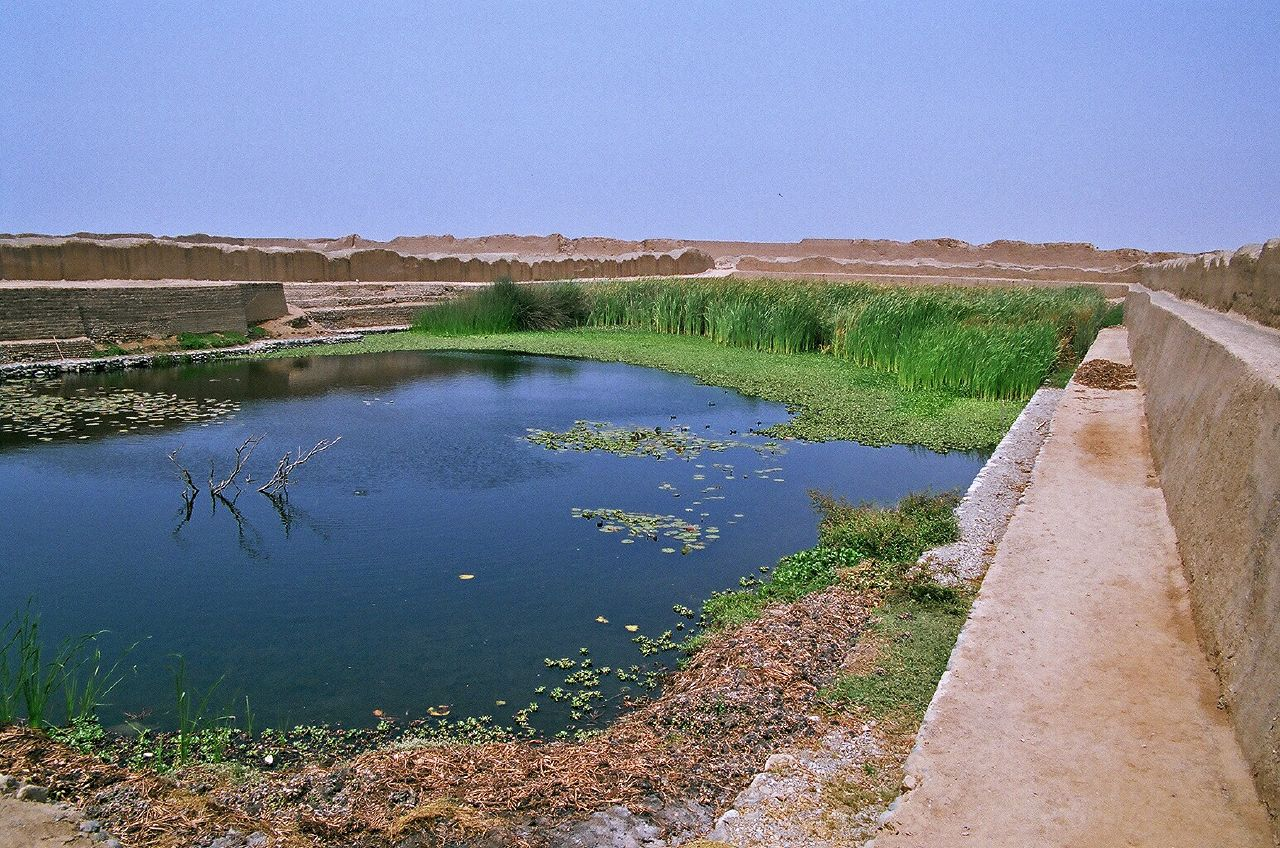
Réserve d’eau à Chanchan

Après être passée par la seigneurie de Guzmango, l’armée descend la rivière Moche, coupant l’irrigation de Chanchan. Peu de temps après, Minchansaman est vaincu et fait prisonnier à Cuzco. À sa place, les Incas installent Chimun-Caur, avant de marcher vers la forteresse de Pacatnamú, laquelle refuse de se soumettre. L'Empire chimú, autrefois puissant, est alors transformé en vassal des Incas. Cette chute rapide s'explique par la dépendance de l’Empire chimú, un empire dit «hydraulique», à son irrigation,. 

## Conséquences
La conséquence la plus importante de cette guerre pour les Incas est l’importation de l’artisanat raffiné de Chanchan à Cuzco. Avec cette conquête, les Incas, auparavant de rustiques guerriers, acquièrent le zèle et la splendeur des Chimús.
Plus tard, sous le règne de Huayna Capac, les Chimús se révoltent. Les forces incas marchent à toute vitesse vers le lieu de la révolte. Chanchan est incendié et ses canaux d’irrigation détruits,.